# Nowa Wieś Mała (gmina Lewin Brzeski)
Nowa Wieś Mała (niem. Klein Neudorf) – wieś w Polsce, położona w województwie opolskim, w powiecie brzeskim, w gminie Lewin Brzeski.
W latach 1975–1998 miejscowość należała administracyjnie do województwa opolskiego.

## Zabytki
Do wojewódzkiego rejestru zabytków wpisane są:
- szkoła, z XIX w.
- zajazd, obecnie dom nr 18, z pierwszej poł. XIX w.
- dom nr 1, z pierwszej poł. XIX w.